# As Lições do Tonecas
As Lições do Tonecas é uma obra de José Oliveira Cosme e das respectivas adaptações.

## Na rádio
As "Lições do Tonecas" surgiu como sitcom radiofónica no Rádio Clube Português em 1934, no Programa "O Senhor Doutor", indo para o ar aos Domingos pelas 19 horas. Tinha então como intérpretes Henrique Samorano (um jovem considerado uma "promessa" na representação e que viria a morrer em Novembro desse ano), no papel de Tonecas, e o próprio Oliveira Cosme no do professor. Devido ao facto de o Semanário "Sr. Doutor" deixar de apoiar o programa com o mesmo nome, Oliveira Cosme, com o apoio do RCP, dirige em 1945 outro programa infantil, "Emissões Recreativas", onde retoma os "Diálogos do Menino Tonecas", agora no papel de Tonecas, João Pereira e Sousa, dava voz.

## Na televisão
As Lições do Tonecas foram adaptadas pela Radiotelevisão Portuguesa, tendo a série sido filmada em Lisboa, na década de 1990, com Luís Aleluia no papel de Tonecas e Morais e Castro no papel do professor. A série estreou a 4 de Setembro de 1996 na RTP1 e durou até 1999, havendo também dois especiais televisivos em 2003. Na maioria dos casos, a série não adaptava fielmente os sketches da obra de Oliveira Cosme, utilizando as duas personagens principais, acrescentando mais foco ao resto da turma (embora os restantes alunos tenham poucas falas e acções para além de interagirem com Tonecas ou rirem-se das graças dele ou do professor) e acrescentando uma nova estrutura de programa em que cada aula era sobre um tema e havia um convidado especial relacionado com ele (entre estes estiveram Quim Barreiros, Fernando Mendes e mesmo a personagem fictícia de Badaró ["Chinesinho Limpopó"]). A personagem ficou tão associada a Aleluia, que este continuou a desempenhá-la para comédia em aparições em programas da RTP até por volta de 2006, quando "enterra" completamente a personagem, considerando que está demasiado velho para desempenhar uma personagem infantojuvenil.

## Elenco
- Luís Aleluia † ... António Lopes "Tonecas"
- Morais e Castro † ... Professor
- Rui Luís † ... Artur Lopes, o pai do Tonecas
- Linda Silva † ... Alzira Lopes, a mãe do Tonecas
- Luísa Barbosa † ... Avó do Tonecas
- Tiago Fernandes
- João Prim

## Alguns Atores Convidados
- Ana Bola - Leontina
- Florbela Queiroz
- Francisco Nicholson
- Herman José
- José Raposo
- Helena Isabel
- Maria Henrique - Carminda
- Maria João Abreu
- Noémia Costa - Flávia
- Quim Barreiros - Ele Próprio
- Fernando Mendes - Gilberto Felício de Nunes
- Rita Salema
- Emanuel